# Clavodorum longipes
Clavodorum longipes är en ringmaskart som beskrevs av Fauchald 1974. Clavodorum longipes ingår i släktet Clavodorum och familjen Sphaerodoridae. Inga underarter finns listade i Catalogue of Life.